# Rebecca velata
La Rebecca velata è un'opera scultorea realizzata da Giovanni Maria Benzoni nel 1863.

## Storia e descrizione
Benzoni ha scolpito la prima versione dell'opera nel 1863 per Robert Winthe, londinese. La statua raffigura Rebecca, figura tratta dalla Bibbia ebraica: nella Genesi 24:65, infatti, nell'incontrare Isacco, suo cugino e che diventerà anche suo marito, decide di coprirsi con un velo, in segno di umiltà.
Tra Benzoni e gli altri artisti italiani del XIX secolo, la donna velata era un soggetto artistico apprezzato, soprattutto per due motivi fondamentali. Innanzitutto questo tipo di opera esaltava l'abilità dello scultore, dal momento che riuscire a conferire ad un corpo di marmo l'illusione di un tessuto aderente richiede una profonda capacità nell'arte scultorea. In secondo luogo, durante il periodo risorgimentale, la donna velata era divenuta simbolo dell'Italia unita.
La bottega del Benzoni realizzò numerose riproduzioni della Rebecca velata. Un giornale inglese del XIX secolo, dedicato al mondo dell'arte, sottolineava come "Benzoni, l'elegante scultore romano, il cui studio avevano visitato diverse teste coronate, aveva in esposizione numerose repliche della sua Diana, della sua Rebecca velata (raffigurata) prima dell'incontro con Isacco, delle Quattro stagioni, etc."

## Riproduzioni
Copie della Rebecca velata sono conservate in diversi musei:
- High Museum of Art di Atlanta, versione datata al 1864.[2]
- Berkshire Museum di Pittsfield, versione datata al 1866.[3]
- Detroit Institute of Arts di Detroit, versione più piccola dell'originale, identificata come Donna velata e datata al 1872.[4]
- Museo Salar Jung di Hyderabad, datato al 1876, tre anni dopo la morte di Benzoni.[5]
- Cedarhurst Center for the Arts di Mount Vernon.[6]

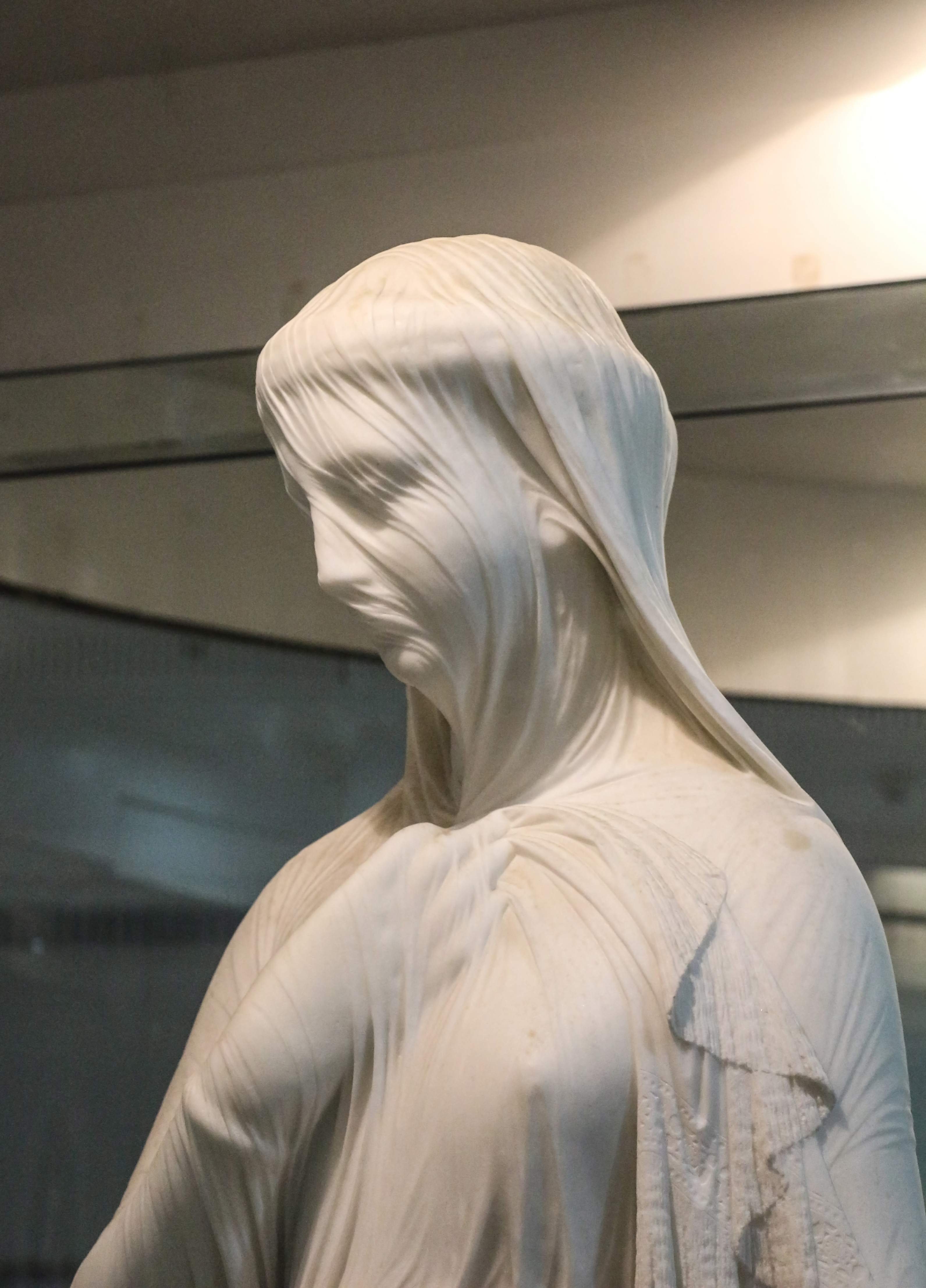
Primo piano della statua al Museo Salar Jung.
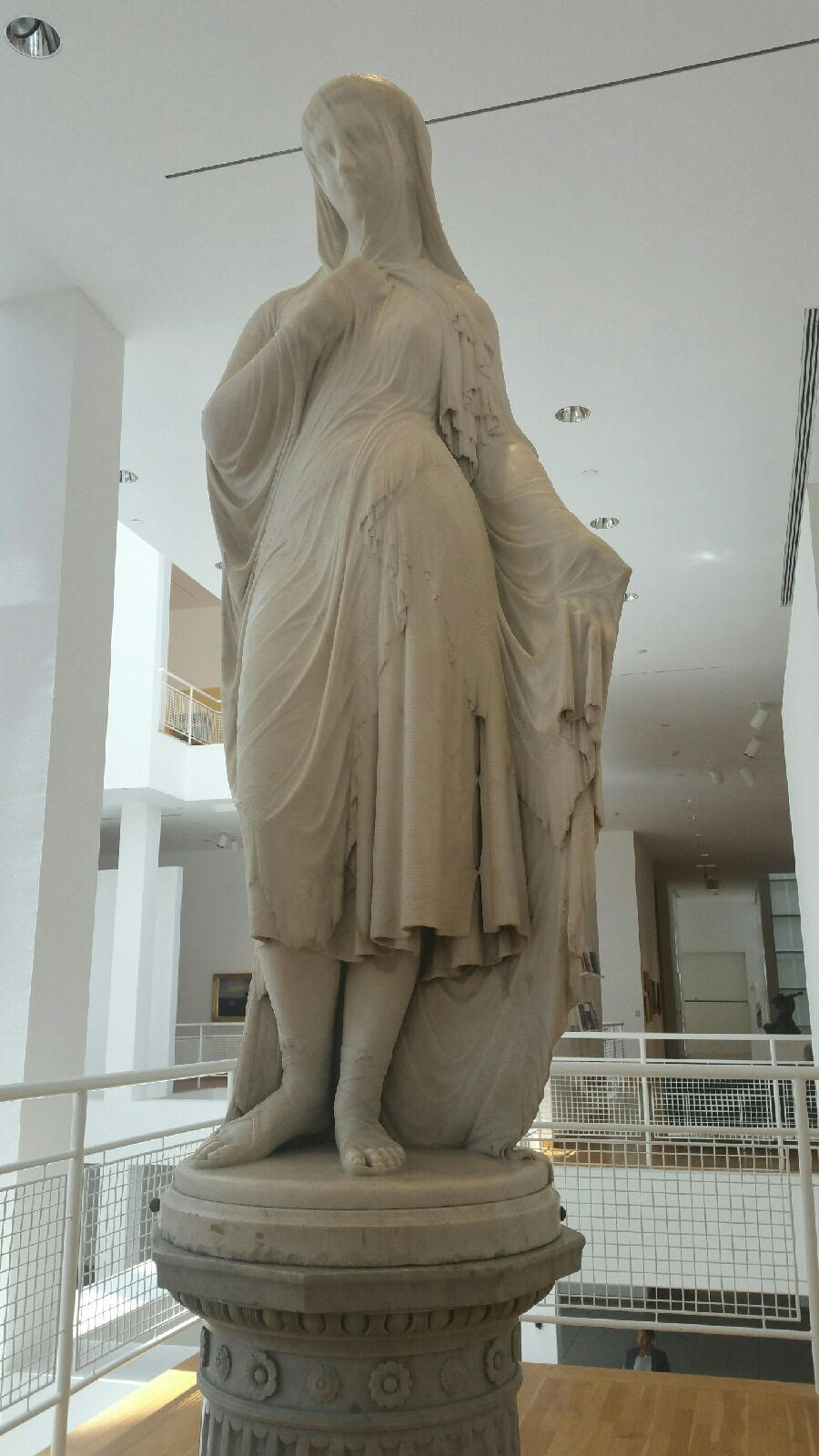
La Rebecca velata nella versione dell'High Museum of Art.